# William Fogg Osgood
William Fogg Osgood (Boston, 1864 – Belmont, 1943) è stato un matematico statunitense.
Docente all'università di Cambridge, fu autore nel 1936 di Funzioni di variabili reali, in cui analizzava il calcolo delle funzioni di più variabili complesse.